# Viaduc de Saint-Chamas
Pour les articles homonymes, voir Saint-Chamas.
Le viaduc de Saint-Chamas, dit aussi viaduc Saint-Léger, est un viaduc ferroviaire, en maçonnerie, permettant le franchissement de la Touloubre par la ligne de Paris-Lyon à Marseille-Saint-Charles. Il est situé à Saint-Chamas, dans le département des Bouches-du-Rhône, en France.

## Situation ferroviaire
Long de 386 mètres, le viaduc de Saint-Chamas est situé entre les points kilométriques (PK) 815,262 et 815,648 de la ligne de Paris-Lyon à Marseille-Saint-Charles, entre les gares en service de Saint-Chamas et de Rognac (s'intercalent les gares fermées de Calissanne et de Berre).

## Contexte historique
On distingue trois périodes dans la construction des ponts en maçonnerie au XIXe siècle en France. Pendant les quarante premières années sont achevés tous les grands ponts routiers nécessaires au bouclage du réseau national. Puis ce fut l’ère des voies ferrées dont les profils contraignants ont conduit à construire un nombre considérable de viaducs en maçonnerie. Et enfin à la fin du siècle, les ponts en maçonnerie trouvent un nouveau souffle (et dernier) grâce à Paul Séjourné.
Le viaduc de Saint-Chamas, mis en service en 1848, s’inscrit dans la seconde période. Il a été construit sous la direction de l’ingénieur Gustave Desplaces.

## Descriptif
D’une longueur totale de 385,40 m, le viaduc est composé de 49 arches en plein cintre enchevêtrées, se croisant au tiers de leur hauteur et ressemblant ainsi à une série d’ogives. Sa hauteur maximale est de 31 mètres.
Si, au premier abord, le pont peut séduire par sa ligne insolite, un examen attentif suscite le doute sur la pertinence de sa complexité. Cette structure originale a assurément permis de diminuer l’épaisseur des voûtes, mais au prix d’un ajout de piles supplémentaires qui n’étaient probablement pas nécessaires. C’est pourquoi la recherche du gain dans l’épaisseur de la voûte n’était peut-être pas le but recherché. Certains ponts de cette époque avaient en effet des intrados de type ogival, mais il en existe peu de similaires au viaduc de Saint-Chamas. Paul Séjourné juge sévèrement cet ouvrage : « C'est cher et laid. Fort heureusement, ces ouvrages saugrenus n'ont pas été imités. »

## Protection architecturale
Le viaduc a été inscrit Monuments historiques par arrêté du 28 décembre 1984.

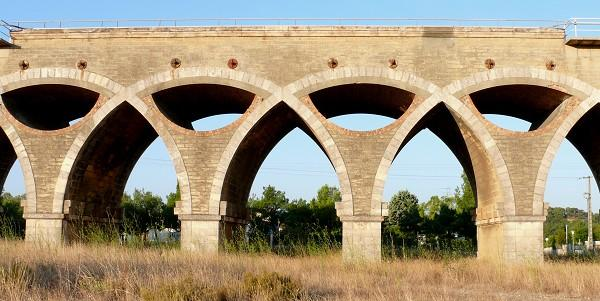
Enchevêtrement symétrique des arcs, formant des voûtes en ogives
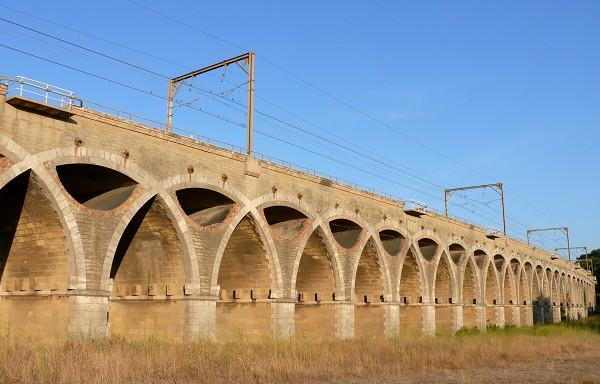
Vue des lignes d'électrification
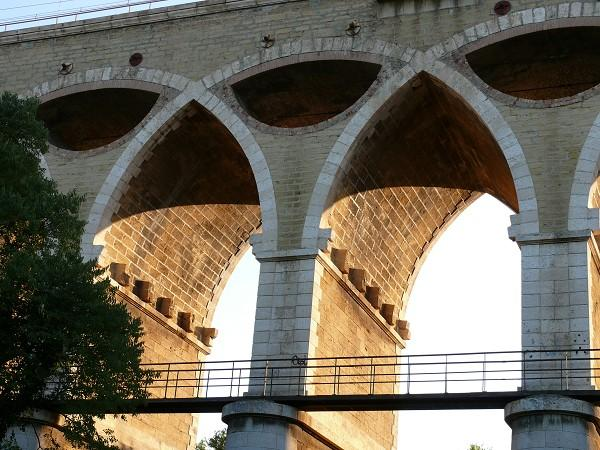
Passerelle de service